# Gary Albright
Pour les articles homonymes, voir Albright.
Gary Mitchell Albright (né le 18 mai 1963 dans le Rhode Island et mort le 7 janvier 2000 à Hazleton) est un lutteur et un catcheur américain. Il est un excellent lutteur à l'université du Nebraska à Lincoln dans la catégorie des poids lourd et participe à des compétitions internationales ainsi que les sélections américaines pour les Jeux olympiques d'été de 1984. Il devient catcheur en 1988 d'abord au Canada à la Stampede Wrestling. Dans les années 1990, il lutte principalement au Japon à l'Union of Wrestling Forces International (en) puis à la All Japan Pro Wrestling (AJPW). À l'AJPW, il remporte à deux reprises le championnat du monde par équipes AJPW avec Stan Hansen puis Steve Williams. Il meurt le 7 janvier 2000 d'une crise cardiaque au cours d'un combat de catch.

## Jeunesse et carrière de lutteur
Gary Albright grandit à Billings dans le Montana et fait de la lutte au lycée. Il échoue en finale du championnat de l'état du Montana de lutte dans la catégorie des poids lourd avec un total de 55 victoires pour deux défaites en 1979. L'année suivante, il remporte cette compétition. Il participe au championnat du monde junior de lutte gréco-romaine en 1980 où il échoue en finale face à Heinz-Ullrich Marnette.
Ses performances comme lutteur lui permet d'obtenir une bourse sportive à l'université du Nebraska à Lincoln. En 1982, il échoue en finale du Big 8 Tournament après sa défaite face à Steve Williams. Il est le 7e All-American cette année là. Il participe au championnat panaméricain espoir où il remporte la médaille d'or en lutte gréco-romaine chez les poids lourd.
En 1983, il termine 3e du championnat du monde gréco-romaine espoir et est vice champion du monde de lutte libre espoir après sa défaite face à John Tenta.
En 1984, il remporte le Big 8 Tournament après sa victoire en finale face à Darryl Peterson (en) et se classe 2e All-American,. Il participe aux sélections américaines pour les Jeux olympiques où il se classe 3e en lutte gréco-romaine.
Il continue la lutte à l'université et se classe 3e du Big 8 Tournament en 1985 puis est finaliste de ce tournoi en 1986,.  Il se classe aussi 3e All-American en 1986.

## Carrière de catcheur

### Débuts à laStampede Wrestling(1988-1991)
Gary Albright s'entraîne pour devenir catcheur auprès de Billy Robinson (en), Lou Thesz, Danny Hodge et de Bruce Swayze. Il part au Canada lutter à la Stampede Wrestling grâce à un ami proche de Brian Pillman. Là-bas, Ross Hart qui est copropriétaire de cette fédération constate qu'Albright est un débutant et lui conseille d'utiliser des prises de lutte. Il est un babyface avant de faire un heel-turn et intègre le clan Karachi Vice. Il prend le nom de ring de Vokhan Singh et remporte avec Makhan Singh le championnat international par équipe de la Stampede le 30 décembre 1988 après leur victoire face à The British Bulldogs. En fin d'année, le Wrestling Observer Newsletter désigne Albright comme étant le rookie de l'année 1988.
Leur règne prend fin le 8 avril 1989 après leur défaite face à Biff Wellington et Chris Benoit. Il quitte cette fédération peu de temps après pour aller d'abord en Afrique du Sud puis aux États-Unis.

### Union of Wrestling Forces International(1991-1995)
Gary Albright part au Japon où il travaille à l'Union of Wrestling Forces International (en) (UWFI) dès le 24 août 1991.

## Mort
Le 7 janvier 2000, il lutte à Hazleton dans un spectacle de la World Xtreme Wrestling, une petite fédération de catch de Pennsylvanie appartenant à son beau-père, où il affronte Lucifer Grimm. Au cours de son combat, il est victime d'une crise cardiaque après que Grimm lui inflige un Ace Crusher. Grimm qui doit perdre ce combat fait rouler Albright inconscient sur lui pour que l'arbitre fasse le tombé. Après ce match, les autres combats sont annulés et on essaie de réanimer Albright sans succès.

## Vie privée
Il épouse Monica Anoa’i qui est une des filles du catcheur Afa Anoaʻi. Ils ont trois enfants : un fils du nom de Samuel et deux filles qui s'appellent Angelica et Alexandria.

## Palmarès

### En catch
- All Japan Pro Wrestling (AJPW)
  - 2 fois champion du monde par équipes AJPW avec Stan Hansen puis Steve Williams[19]
- Stampede Wrestling
  - 1 fois champion international par équipe de la Stampede avec Makhan Singh[20]

### En lutte
- Championnat scolaire de l'état du Montana
  -  en 1979 dans la catégorie des poids lourd[3]
  -  en 1980 dans la catégorie des poids lourd[3]
- Championnat du monde junior de lutte
  -  en 1980 en lutte gréco-romaine dans la catégorie des poids lourd[4]
- Big 8 Tournament
  -  en 1982 dans la catégorie des poids lourd[5]
  -  en 1984 dans la catégorie des poids lourd[8]
  -  en 1985 dans la catégorie des poids lourd[9]
  -  en 1986 dans la catégorie des poids lourd[10]
- Championnat panaméricain espoir de lutte
  -  en 1982 en lutte gréco-romaine dans la catégorie des poids lourd[4]
- Championnat du monde espoir de lutte
  -  en 1983 en lutte gréco-romaine dans la catégorie des poids lourd[4]
  -  en 1983 en lutte libre dans la catégorie des poids lourd[4]
- National Collegiate Athletic Association
  - 7e All-American en 1982 dans la catégorie des poids lourd[6]
  - 2e All-American en 1984 dans la catégorie des poids lourd[6]
  - 3e All-American en 1986 dans la catégorie des poids lourd[6]

## Récompenses des magazines
- Pro Wrestling Illustrated

| Année | 1991 | 1992 | 1993       | 1994 | 1995 | 1996 | 1997 | 1998 | 1999 |
| ----- | ---- | ---- | ---------- | ---- | ---- | ---- | ---- | ---- | ---- |
| Rang  | 318  | 325  | Non classé | 124  | 74   | 102  | 75   | 166  | 167  |

- Wrestling Observer Newsletter
  - Rookie de l'année 1988[13]